# Onderwaterschaken

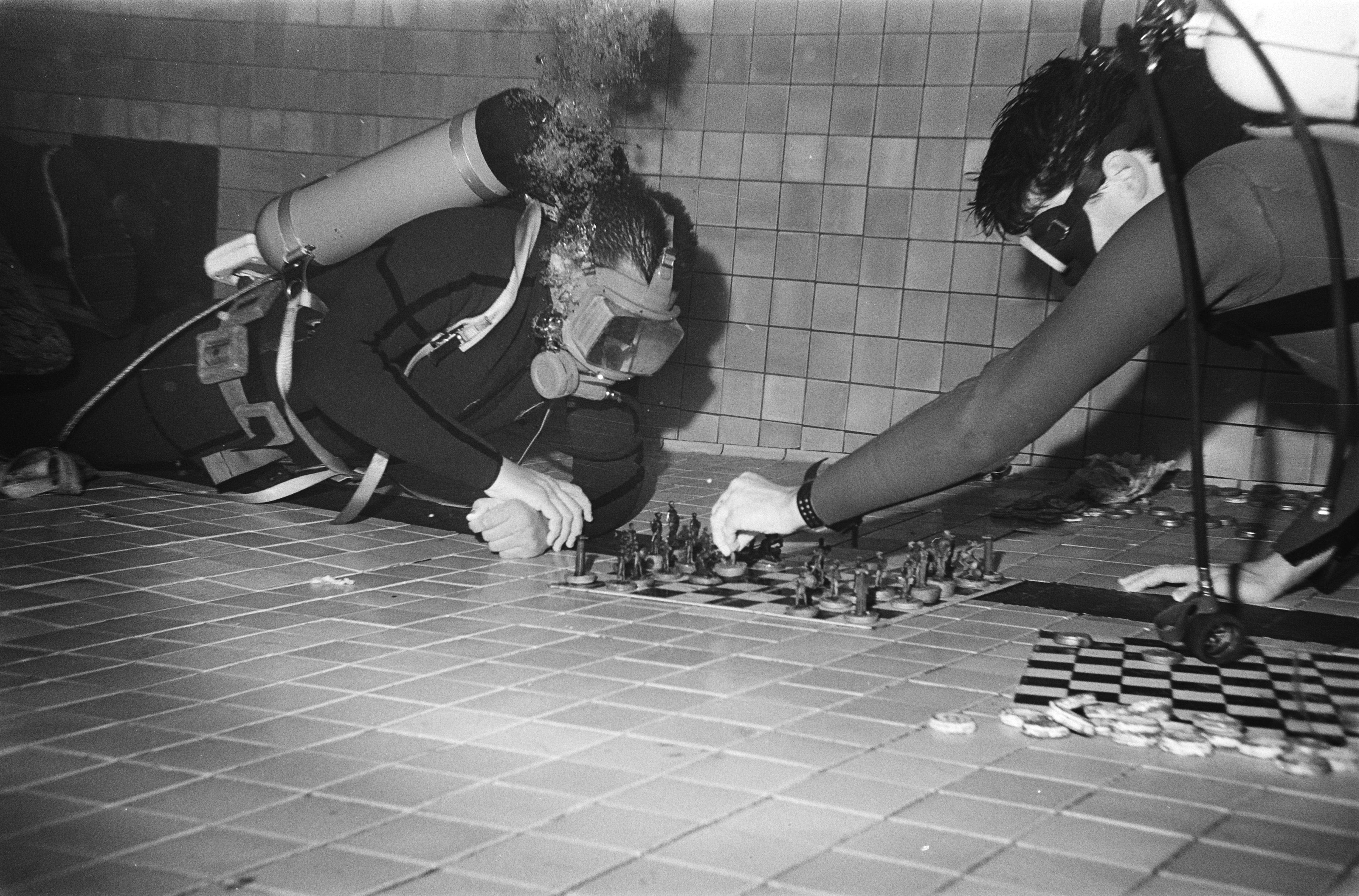
Twee duikers spelen een informeel potje schaak onder water.

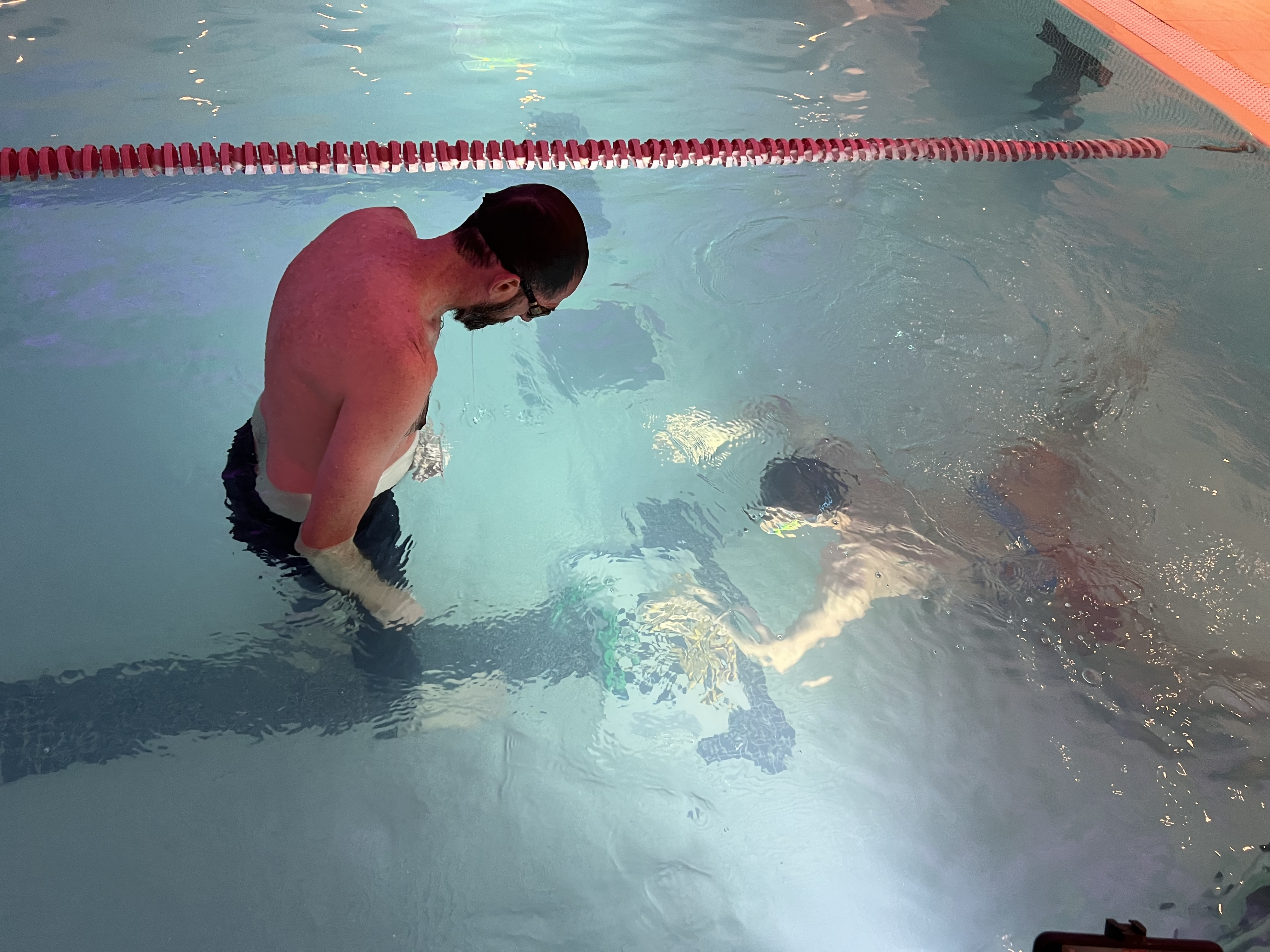
Een partijtje diving chess gedurende het kampioenschap

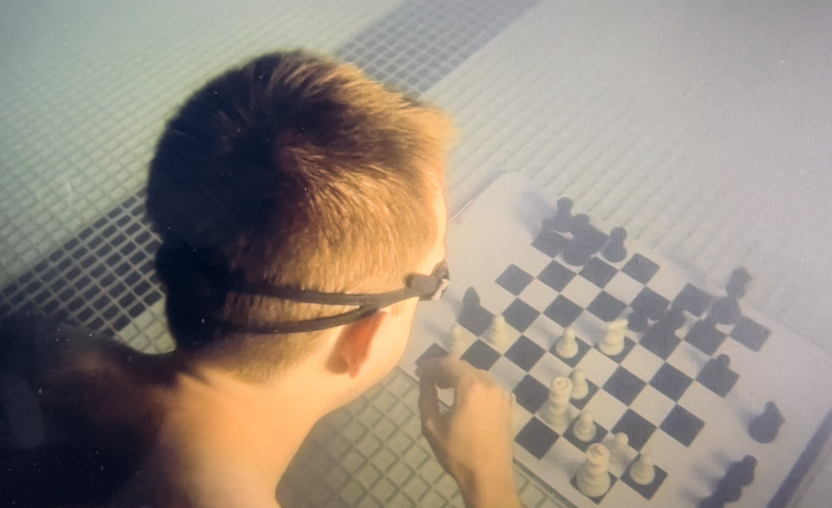
Een duikschaker

Onderwaterschaken is het spelen van het schaakspel onder water, waarbij men zonder zuurstoffles en alleen met zwem- of duikbril onderwater schaakt.
Het is een vorm van schaken waarbij de opwaartse druk van het water en het adem in moeten houden (als geen gebruik gemaakt wordt van zuurstoftoevoer) een extra moeilijkheidsgraad vormen voor het concentratie- en denkvermogen dat nodig is voor het spel.

## Kampioenschappen
De in Londen wonende Amerikaanse schaker Etan Ilfeld bedacht in 2013 de sport dive chess (duikschaken). Hierin wordt sindsdien jaarlijks, als onderdeel van de Engelse denksportolympiade, een wereldkampioenschap gehouden.
Nederland volgde eind 2022 met de Open NK onderwaterschaken in Groningen, met deelname van twee schaakgrootmeesters, Loek van Wely en Sipke Ernst.

### Spelregels
Duikschaken wordt gespeeld op de bodem van een zwembad, met schaakstukken die met magneten op het bord kleven. Hoewel de basisregels van het schaakspel gelden, kunnen de spelers alleen gedurende hun beurt onder water denken en een zet doen. Pas als de ene speler zijn zet gedaan heeft en naar boven komt om adem te halen, mag de andere speler duiken voor zijn zet. Gedurende het kampioenschap mocht voorheen een gewicht gebruikt worden als hulp bij het zinken, maar dat is sinds 2022 verboden.
De partijen duren gemiddeld een uur en de sport vergt de combinatie van mentale (denk)kracht en sterke longen.